# Por donde pasa el silencio
Por donde pasa el silencio és una pel·lícula espanyola de drama del 2024, escrita i dirigida per Sandra Romero en el seu debut en el llargmetratge, basada en el curt homònim de 2020 que va coescriure amb Antonio Araque i Emmanuel Medina. Araque i Medina protagonitzen la pel·lícula al costat dels germans d’Araque, Javier i María Araque. Es va estrenar en el Festival Internacional de Cinema de Sant Sebastià 2024 el 25 de setembre de 2024, i després es va estrenar acinemes espanyols el 29 de novembre de 2024, amb distribució de BTeam Pictures.

## Argument
Enmig de la Setmana Santa andalusa, Antonio (Antonio Araque) de 32 anys, es veu obligat a tornar a Écija, des de Madrid, lloc on resideix. El seu germà bessó, Javier (Javier Araque), necessita la seva ajuda. Amb aquest retorn a la casa familiar, Antonio transita la vida que va deixar allí. El que no sap és si necessitarà quedar-se per sempre o podrà reprendre el camí que ell ha escollit.

## Repartiment
- Antonio Araque com Antonio
- Javier Araque com Javier
- María Araque comoMaría
- Mona Martínez com la mare
- Nico Montoya com Manuel
- Emmanuel Medina com Emma
- Tamara Casellas com Tamara

## Producció
El 14 de febrer de 2023, es va anunciar que la directora Sandra Romero estava buscant localitzacions a la seva ciutat natal Écija per al rodatge del seu primer llargmetratge, el qual seria una expansió del seu curtmetratge de 2020 Por donde pasa el silencio. El 19 d'abril de 2023, es va anunciar que el llargmetratge Por donde pasa el silencio havia començat el seu rodatge. El 10 de maig de 2023, es va confirmar que el repartiment estaria format pels germans Antonio, Javier i María Araque, al costat de Mona Martínez, Nico Montoya, Emmanuel Medina i Tamara Casellas; Medina i Antonio Araque també van protagonitzar el curt original i van coescriure el seu guió al costat de Romero. El rodatge va tenir lloc durant sis setmanes a Écija i Carmona.
Encara que el pressupost complet de Por donde pasa el silencio es desconeix, la pel·lícula va rebre 800.000 euros procedents de les ajudes generals de l'ICAA.

## Llançament i màrqueting
Al juliol de 2024, es va anunciar que Por donde pasa el silencio tindria la seva estrena mundial al Festival Internacional de Cinema de Sant Sebastià el 25 de setembre de 2024. El 26 de setembre de 2024, un dia després de l'estrena mundial de la pel·lícula, BTeam Pictures va llançar el seu teaser tràiler i va programar la seva estrena en cinemes pel 29 de novembre de 2024.

## Recepció
Cédric Succivalli de International Cinephile Society va puntuar la pel·lícula amb 4½ estrelles sobre 5, i la va qualificar com "una pel·lícula molt senzilla sobre idees enormement desafiants".
Alfonso Rivera de Cineuropa va considerar que la pel·lícula és "un retrat dur de les relacions familiars en què les persones de vegades no s'estimen d'una manera sana, regna la manca de comunicació i la gent és excessivament exigent".
Javier Ocaña de El País va qualificar la "notable" pel·lícula de debut de Romero com "una obra plena de duresa i ràbia, però també d'amor i calidesa, sobre una família com qualsevol. De qualsevol altre lloc, és clar".

## Reconeixements
| Any  | Premi             | Categoria              | Nominat        | Resultat | Ref    |
| ---- | ----------------- | ---------------------- | -------------- | -------- | ------ |
| 2025 | 4ts Premis Carmen | Millor director novell | Sandra Romero  | Pendent  | [ 13 ] |
| 2025 | 4ts Premis Carmen | Millor guió adaptat    | Sandra Romero  | Pendent  | [ 13 ] |
| 2025 | 4ts Premis Carmen | Millor actor novell    | Antonio Araque | Pendent  | [ 13 ] |
| 2025 | 4ts Premis Carmen | Millor actor novell    | Javier Araque  | Pendent  | [ 13 ] |
| 2025 | 4ts Premis Carmen | Millor actriu novell   | María Araque   | Pendent  | [ 13 ] |
| 2025 | XXXIX Premis Goya | Millor director novell | Sandra Romero  | Pendent  | [ 14 ] |